# أنطونيس كونياريس
أنطونيس كونياريس (باليونانية: Αντώνης Κόνιαρης)‏ مواليد 30 سبتمبر 1997 في خانية، هو لاعب كرة سلة يوناني. بدأ مسيرته الاحترافية في سنة 2013. يحمل الرقم 6. يبلغ طوله 6 قدم 3.5 بوصة (1.9 م). لعب مع نادي باناثينايكوس لكرة السلة في الدوري الأوروبي لكرة السلة.

## روابط خارجية
- أنطونيس كونياريس على موقع الاتحاد الدولي لكرة السلة (الإنجليزية)
- أنطونيس كونياريس على موقع كرة السلة الأوروبية.كوم (الإنجليزية)
- أنطونيس كونياريس على موقع DraftExpress.com (الإنجليزية)
- أنطونيس كونياريس على موقع ريلجم (الإنجليزية)
- أنطونيس كونياريس على موقع بروبوليرز (الإنجليزية)
- أنطونيس كونياريس على موقع سبورتس رفرنس (الإنجليزية)